# Partido dos Trabalhadores da Etiópia
Partido dos Trabalhadores da Etiópia  (amárico:  የኢትዮጵያ ሠራተኞች ፓርቲ, Ye Ityopia Serategnoch Parti) foi um partido comunista, de inspiração marxista-leninista e pró-soviético, governante da Etiópia, sendo o único partido político etíope legal desde a sua fundação em dezembro de 1984 até maio de 1991, com o final da República Democrática Popular da Etiópia e a queda de Mengistu Haile Mariam.